# IPad Pro (2017)
De iPad Pro uit 2017 is de tweede generatie uit de Pro-serie van de iPad van het Amerikaanse bedrijf Apple Inc. Het werd aangekondigd op 5 juni 2017 tijdens Apples WWDC en is sinds 5 juni 2017 verkrijgbaar. Deze iPad Pro beschikt over een 64 bit-Apple A10X-processor met de M10-coprocessor.